# Džisr aš-Šugúr
Džisr aš-Šugúr (arabsky جسر الشغور‎, anglickou transkripcí Jisr al-Shughur) je město nacházející se v guvernorátu Idlib na severozápadě Sýrie. Leží nedaleko tureckých hranic u řeky Orontes ve výšce 170 metrů nad mořem. V roce 2010 zde žilo 44 322 obyvatel.

## Historie
Za syrské občanské války město kontrolovali po čtyři roky vojáci věrní prezidentovi Bašárovi Asadovi. Ke konci dubna 2015 ale na město zaútočili islámští radikálové z Fronty an-Nusrá a jejich spojenci, kteří po těžkých bojích dne 25. dubna Džisr aš-Šugúr obsadili.